# Angle crític
En òptica l'angle crític, o angle límit, és l'angle que estableix la frontera entre la reflexió total de la llum i la refracció normal de part del raig de llum incident en una superfície de separació de dos medis diferents, cadascun amb el seu índex de refracció corresponent. Quan un feix de llum incideix amb un angle menor que el crític sobre la superfície de separació, una part del feix es reflecteix i una altra es refracta. Si, en canvi, l'angle d'incidència és major que aquest angle crític, es produirà una reflexió total de la llum sense que es produeixi refracció.
Aquest angle crític depèn dels índexs de refracció dels materials i es pot calcular de la forma següent: 
{\displaystyle \theta _{c}=\arcsin \left({\frac {n_{2}}{n_{1}}}\right)}
essent n1 i n₂ els índexs de refracció dels dos medis. Per a una interfície aire-aigua, per exemple, l'angle crític és de 48,7º, de manera que qualsevol raig que passi d'aigua a aire i el seu angle d'incidència superi aquest valor, serà reflectit totalment.

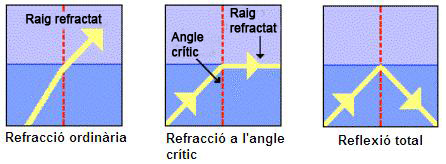
Diferents comportaments del raig de llum per a diferents angles d'incidència.

## Vegeu també

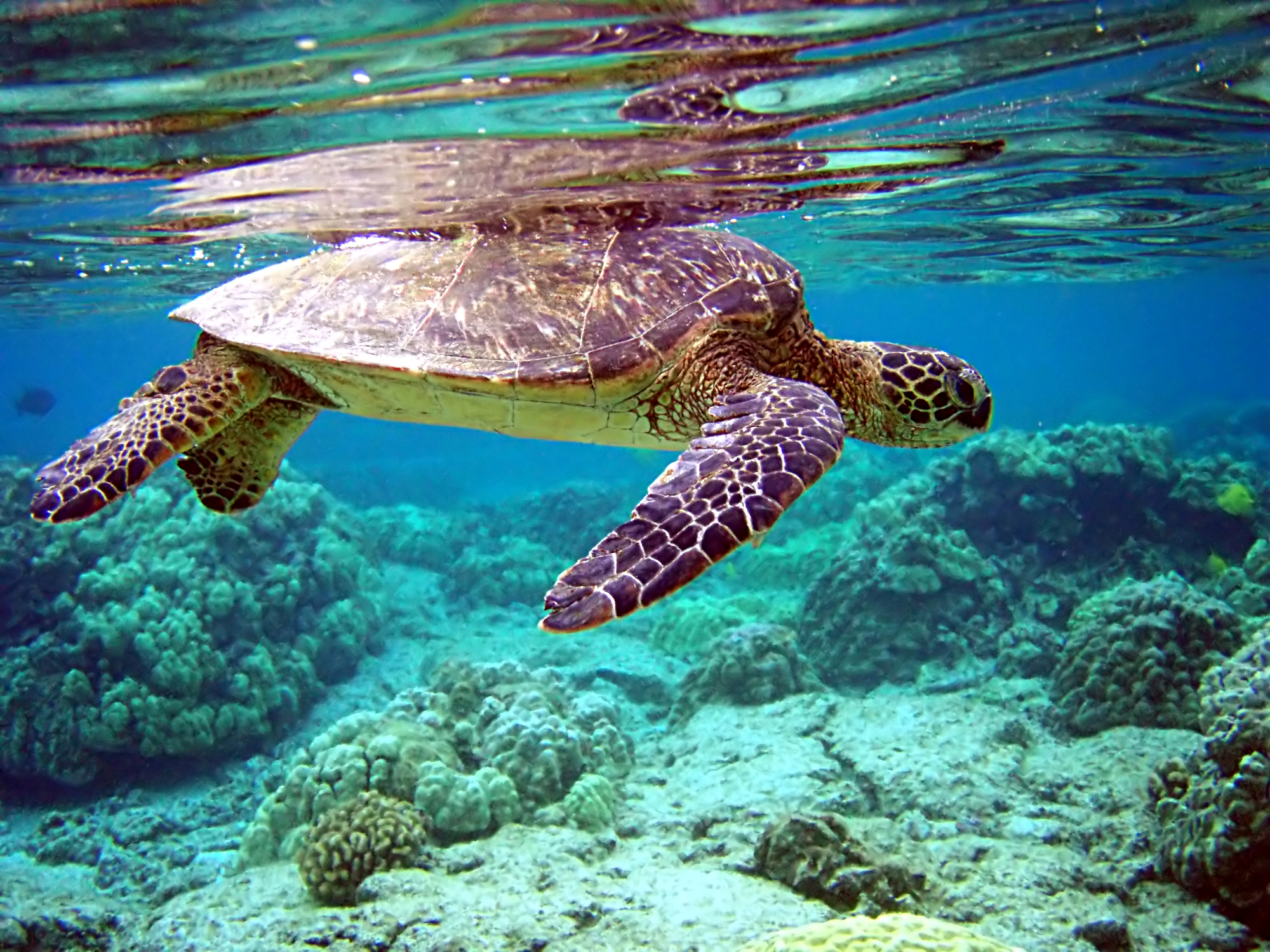
Exemple.